# Дреньство
Дреньство (пол. Dreństwo) — село в Польщі, у гміні Барглув-Косьцельний Августівського повіту Підляського воєводства.
Населення — 337 осіб (2011).
У 1975-1998 роках село належало до Сувальського воєводства.

## Демографія
Демографічна структура станом на 31 березня 2011 року:
|          | Загалом | Допрацездатний вік | Працездатний вік | Постпрацездатний вік |
| -------- | ------- | ------------------ | ---------------- | -------------------- |
| Чоловіки | 160     | 34                 | 107              | 19                   |
| Жінки    | 177     | 39                 | 97               | 41                   |
| Разом    | 337     | 73                 | 204              | 60                   |